# Постма, Франс
Франс Постма (нидерл. Frans Postma; 22 декабря 1932 — 8 марта 2010, Амстердам) — нидерландский футболист, выступал на позиции полузащитника за амстердамские команды «Аякс» и РАП.

## Карьера
В составе «Аякса» Постма дебютировал в сезоне 1955/56, тогда футбол в Нидерландах всё ещё имел статус полу-профессионального вида спорта. В том сезоне Франс сыграл только пять игр в чемпионате. Однако с сезона 1956/57 футбол в Нидерландах стал профессиональным видом спорта.
В Эредивизи Франс дебютировал 7 октября 1956 года в матче против МВВ, выйдя на замену в конце первого тайма вместо нападающего Лука ден Эдела; матч завершился победой «Аякса» со счётом 2:0, а Франс отличился голевым пасом. В сезоне 1956/57 он отыграл за «Аякс» четыре матча в чемпионате, а также провёл одну игру в Кубке Нидерландов.
В июле 1957 года Франс вместе с группой игроков был выставлен на трансфер. В итоге он оказался в клубе РАП из Амстердама, где впоследствии отыграл более 30 лет. В первой команде клуба Франс отыграл 380 матчей.

## Личная жизнь
8 марта 2010 года, Франс скончался в возрасте 77 лет. Церемония кремации состоялась в Амстердаме, вечером 15 марта, в крематории «Де Ньиве Остер». Постма был женат, у него остался сын Роналд.